# Nagyalásony
Nagyalásony is een plaats (község) en gemeente in het Hongaarse comitaat Veszprém. Nagyalásony telt 516 inwoners (2001).